# Erich Ramstetter
Erich Ramstetter (* 20. September 1925 in Ludwigshafen am Rhein; † 16. September 2022 ebenda) war ein deutscher römisch-katholischer Priester.
Erich Ramstetter wurde 1950 zum Priester geweiht, war Stadtdekan von Ludwigshafen und wurde 1998 pensioniert. Er erhielt 1985 den päpstlichen Ehrentitels Monsignore (Msg.). Von 1971 bis 1998 war er Pfarrer der Gemeinde St. Josef in Friesenheim. Er lebte in Ludwigshafen und war ab dem 13. Juli 1998  Ehrenbürger der Stadt Ludwigshafen am Rhein. Ramstetter war ab 1960 Mitglied der katholischen Studentenverbindungen Vasgovia zu Landau und Merowingia zu Kaiserslautern im CV sowie ab 1963 Mitglied der CDU. Er war einer der ältesten und engsten Freunde von Helmut Kohl. Im Speyerer Dom zelebrierte 2001 er die Totenmesse für Hannelore Kohl. Außerdem traute er 2001 Helmut Kohls Sohn Peter sowie 2008 Helmut Kohl und seine zweite Frau Maike Kohl-Richter. Mit seinem Bruder Fritz  (1928–2007) gründete er 2007 die „Gebrüder Erich und Fritz Ramstetter Stiftung“ zur Förderung der Kirchenmusik an den Wirkungsorten von Fritz und Erich Ramstetter.

## Ehrungen
- Januar 1986: Verdienstkreuz 1. Klasse der Bundesrepublik Deutschland[9]
- Juli 1998: Ehrenbürger von Ludwigshafen am Rhein[3][4]